# Street Hoop
Ne doit pas être confondu avec Street Hoops ou Street Hop.
Street Hoop (Dunk Dream au Japon, Street Slam en Amérique du Nord) est un jeu vidéo de basket-ball développé par Data East et édité par SNK en 1994 sur Neo-Geo MVS et Neo-Geo AES et en 1995 sur Neo-Geo CD (NGM 079),,.

## Système de jeu
Dans les versions européenne et japonaise, le joueur peut sélectionner un des 10 pays disponibles. Dans la version américaine, le joueur peut sélectionner les villes américaines.
Chaque équipe a ses propres couleurs et ses propres compétences. Cependant, toutes les équipes ont un total de 18 points sur les 4 compétences du jeu (dunk, panier à trois points, vitesse et défense). Même si les équipes sont différentes sur les versions américaine, européenne ou japonaise, on peut distinguer une ressemblance sur les points des équipes entre les versions.

## Réédition
- Console virtuelle (Japon)
- Zeebo (2010)

## Série
1. Dunk Dream (1994)
2. Dunk Dream '95 (MLC System, 1996)